# رامپلر بی.آی
رامپلر بی. آی (به انگلیسی: Rumpler_B.I) یک هواگرد ملخ‌پیشین تک‌موتوره از نوع هواگرد شناسایی ساخت شرکت رامپلر است. هواگرد رامپلر بی. آی نخستین پروازش را در ۱۹۱۴ میلادی انجام داد. در مجموع، تعداد ۲۲۵ فروند از این هواگرد ساخته شده‌است.